# Stolnica sv. Petra, Mantova
Stolnica v Mantovi ali Stolnica svetega Petra apostola (italijansko Cattedrale di San Pietro apostololo; Duomo di Mantova) je rimskokatoliška stolnica v Mantovi v Lombardiji v severni Italiji, posvečena svetemu Petru. Je sedež škofa Mantove.

## Zgodovina
Verjetno je bila na tem kraju stavba že v zgodnji krščanski dobi, naslednja je leta 894 pogorela. Današnja cerkev je bila obnovljena med letoma 1395 in 1401, dodane so bile stranske kapelice in veličastni gotski zahodni deli, ki jih je še vedno mogoče videti na skici Domenica Moroneja (ohranjena v vojvodski palači v Mantovi). Zvonik ima sedem zvonov.
Po drugem požaru v 16. stoletju je Giulio Romano obnovil notranjost, vendar je rešil fasado, ki pa jo je v sedanji baročni obliki v carrarskem marmorju zamenjal v letih 1756–61. Pomembne značilnosti renesančne strukture so kipi, okrašeni z vrtnicami na južni strani, ki se končajo na romanskem zvoniku.

## Zunanjost
Pročelje stolnice je značilno s srednjim delom, na katerem se odpirajo tri vrata, omejena s štirimi korintskimi stebri in premoščena s trikotnim pedimentom. Ob desnem boku so še vedno vidne šotoraste strehe in konice iz 15. stoletja; romanski zvonik ima sedem zvonov. Največji je odlično delo mojstra Giuseppeja Ruffinija iz 18. stoletja.

## Notranjost
Stolnica ima obliko latinskega križa in je razdeljena v pet ladij za štirimi vrstami korintskih stebrov; medtem ko so zunanji ladji in glavna ladja pokrite z ravnim stropom, sta obe notranji stranski ladji pokriti s sodčkastim obokom. Ob obeh zunanjih ladjah se odpira vrsta stranskih kapel, v katerih so oltarji okrašeni z deli najpomembnejših manierističnih umetnikov v Mantovi (slike  Paola Veroneseja in  Giulia Campija, najpomembnejša cikla, danes niso več v Mantovi). Na križišču je kupola dvignjena nad osmerokotnim bobnom in lanterno, ki je znotraj poslikana s podobami iz raja. Med umetniškimi deli so tudi zgodnjekrščanski sarkofag, freske krstilnice (začetek 14. stoletja), kapela Marijinega kronanja, arhitektura, podobna idejam Albertija, in zakristija (Kapela zaobljube) z obokom, ki ga je poslikal Andrea Mantegna. Glavni oltar je v barvnem marmorju in ima rezbarjeno leseno križanje.

### Notranji okras
- Trojica z Devico, svetim Janezom in angeli, Antonio Maria Viani (freske v apsidi)
- Sveta Margareta, (1552), Domenico Brusasorci (platno v kapeli Zakramenta)
- Sveti Martin deli svoje ogrinjalo z beračem, (1552), Paolo Farinati
- Slava svetega Jožefa, (1616), Niccolò Ricciolini
- Sveti Dominik, Bernardino Malpizzi
- Madonna Iz Itrije, Antonio Maria Viani
- Sveti Alojzij Gonzaga, Ippolito Andreasi

## Grobnice
- Ludovico I. Gonzaga
- Ludovico III. Gonzaga